# Grécourt
Grécourt – miejscowość i dawna gmina we Francji, w regionie Hauts-de-France, w departamencie Somma. W 2016 roku liczba ludności wynosiła 21 mieszkańców. 
Dnia 1 stycznia 2019 roku połączono dwie wcześniejsze gminy: Grécourt oraz Hombleux. Siedzibą gminy została miejscowość Hombleux, a nowa gmina przyjęła jej nazwę. 